# Magnus II di Norvegia
Magnus II Haraldsson (Norvegia, 1048 circa – Nidaros, 28 aprile 1069) fu re di Norvegia dal 1066 al 1069, condividendo dal 1067 il regno con suo fratello Olaf.
Figlio del re Harald Hardrada, nel 1058 Magnus, da bambino, fu nominato ufficialmente capo di una spedizione nel Mare d'Irlanda. Sembra che abbia assistito il sovrano gallese Gruffydd ap Llywelyn e Ælfgar conte di Mercia nelle loro battaglie contro il Wessex, sebbene il suo obiettivo principale fosse quello di stabilire il controllo sulle isole Orcadi. Nel 1062, accompagnò il padre nella campagna contro la Danimarca, e in vista della campagna in Inghilterra del padre, fu nominato reggente nel 1066. Magnus regnò per un anno da solo, fino al ritorno dall'Inghilterra del fratello minore Olaf nel 1067.
Dal 1067 Magnus co-regnò con il fratello, ma dopo meno di tre anni si ammalò e morì; per la breve durata del suo regno, la sua importanza è stata sminuita nella storia, tanto che per un periodo non fu incluso nella lista dei re norvegesi. L'unico figlio di Magnus, Haakon Toresfostre, fu brevemente re insieme al figlio di Olaf, Magnus lo Scalzo, ma anch'egli come il padre morì giovane.

## Biografia

### Gioventù

#### Contesto
Magnus nacque nel 1048 o nel 1049. Fu il primo dei due figli del re Harald Hardrada e della sua consorte Tora Torbergsdatter. Non sono conosciute poesie scaldiche riguardanti Magnus e appare solo brevemente nelle saghe norrene. L'autore di Ágrip af Nóregskonungasögum lo descrive en passant come «un uomo molto affascinante». Sebbene non sia menzionato nelle saghe, Magnus appare nelle fonti britanniche di quel tempo, intorno all'anno 1058, come il capo di una spedizione norvegese nel Mare d'Irlanda.

#### Spedizione verso occidente
Nel 1058, Magnus guidò una spedizione nel Mare d'Irlanda che aveva lo scopo di estendere l'autorità norvegese nella regione, in opposizione al re vichingo-gaelico Echmarcach mac Ragnaill. Sembra che la spedizione avesse portato sostegno a un ramo vichingo-gaelico della dinastia di Ivar che si opponeva al re irlandese Diarmait mac Maíl na mBó. La flotta comandata da Magnus, oltre a norvegesi, comprendeva uomini reclutate dalle Orcadi, dalle Ebridi e da Dublino. Successivamente, le sue forze furono attive nel Galles e forse in Inghilterra; il cronista inglese Giovanni di Worcester mette in relazione la presenza della flotta norvegese (insieme al sovrano gallese Gruffydd ap Llywelyn), con il ritorno al potere dell'esiliato Ælfgar, conte di Mercia. Gli Annali di Tigernach, irlandesi, aggiungono che lo scopo di Magnus era quello di prendere il potere in Inghilterra, ma questo non è suffragato né dalle fonti gallesi né da quelle inglesi, come gli Annales Cambriae e la Cronaca anglosassone.
È probabile che la campagna di Magnus costituisse una parte del piano del padre di invadere l'Inghilterra, siccome il controllo sul Regno delle Isole gli avrebbe fornito più truppe. La storica Kelly DeVries ha inoltre proposto che Harald potrebbe aver voluto verificare la situazione in Inghilterra prima di una possibile invasione, per poi rendersi conto di non poter essere in guerra con Danimarca e Inghilterra allo stesso tempo. La spedizione di Magnus non fece mai approdo in Inghilterra, ma probabilmente avvertì il re inglese Edoardo il Confessore della rinnovata ambizione dei norvegesi per il trono britannico, a cui Harald si sentiva il legittimo erede. Contemporaneamente, l'ascesa al potere di Godwin conte del Wessex e dei suoi figli, in particolare Aroldo, cominciò a presentare un'ulteriore minaccia alla pretesa del norvegese.
D'altra parte, lo storico Alex Woolf suggerisce che la spedizione originariamente era mirata alle Orcadi e che, in cerca di ulteriori opportunità di saccheggio, fosse seguita una spedizione nel Mare d'Irlanda che presentò a Magnus, per pura sorte, la possibilità di allearsi con il conte Ælfgar. L'anno esatto della morte di Thorfinn Sigurdsson, l'allora conte delle Orcadi, non è attestata; viene solo affermato nell'Orkneyinga saga che avvenne negli ultimi giorni di Harald Hardrada. Pertanto, potrebbe essere stata la sua morte a stimolare la spedizione di Magnus, e che la spedizione fu l'occasione in cui Paul e Erlend Thorfinnsson, successori di Thorfinn, si arresero a Harald. Woolf ha anche proposto che Magnus potrebbe aver svolto un ruolo anche nella guerra in Scozia nel 1057-1058, forse sostenendo Máel Coluim mac Donnchada contro Lulach.

### Regno e morte

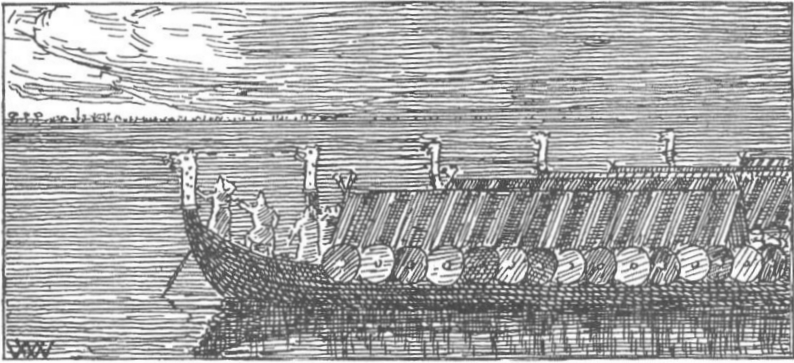
Navi norvegesi nella battaglia di Niså, nell'illustrazione di Wilhelm Wetlesen per l'edizione del 1899 dellHeimskringla

Magnus accompagnò suo padre nella campagna contro la Danimarca del 1062. Sulla via, la flotta norvegese si scontrò con la flotta danese del re Sweyn Estridsson nella grande battaglia di Niså che si concluse con la vittoria norvegese. Nel 1066, dopo aver finalizzato la pace con Sweyn, Harald partì per la campagna di conquista dell'Inghilterra contro il re Aroldo figlio di Godwin. Prima di partire nominò Magnus suo reggente al regno di Norvegia e partì con suo figlio minore Olaf. Dopo la vittoriosa battaglia di Fulford, Harald fu sconfitto e ucciso dalle truppe di Aroldo nella battaglia di Stamford Bridge. Il figlio Olaf, lontano dagli scontri, sopravvisse e dopo il ritorno in Norvegia con le truppe sopravvissute nel 1067, fu proclamato re al fianco di suo fratello Magnus.
Sebbene l'intento era quello che Magnus e Olaf dovessero governare l'intero regno congiuntamente, di fatto Olaf regnò sul Viken (la parte sudorientale della Norvegia) mentre Magnus controllava le Oppland e Trøndelag (la parte centrale) insieme alla Norvegia occidentale e a quella settentrionale. Nonostante questa iniqua divisione, non ci furono segni di ostilità tra i due fratelli e sembra che la loro relazione fosse pacifica.
Dopo meno di tre anni dall'incoronazione, Magnus si ammalò e morì a Nidaros (Trondheim) il 28 aprile 1069. Secondo le saghe, morì di tinea corporis, ma gli storici moderni hanno invece proposto che si trattasse di ergotismo, cioè di avvelenamento dal fungo Claviceps purpurea. Snorri Sturluson scrive brevemente nella Saga di Harald Hardrade che Magnus fu «un re amabile e compianto dal popolo».
L'importanza del regno di Magnus è sminuita dalla storia successiva per la sua breve durata e per il fatto che fu congiunto con il fratello Olaf; inoltre il successivo lungo regno di Olaf oscurò Magnus, unitamente al fatto che tutte le successive dinastie reali norvegesi discendessero (o rivendicarono la discendenza) solo da Olaf.
Il re noto come Magnus VI (il primo norvegese a usare i numeri regali) usò il numero IV per sé stesso nelle lettere latine del suo tempo, lasciando fuori Magnus Haraldsson. Siccome il sistema di numerazione è stato cambiato nei tempi moderni, Magnus Haraldsson è attualmente incluso come Magnus II.

## Famiglia
Magnus aveva un figlio, Haakon Magnusson di Norvegia, che probabilmente nacque lo stesso anno della morte del padre. Haakon rivendicò la parte del regno di suo padre nel 1093 quando suo zio Olaf morì, e condivise il regno con suo cugino Magnus lo Scalzo, figlio di Olaf. Similmente al padre, anche il regno di Haakon finì bruscamente poiché morì giovane nel 1095.

## Ascendenza
|                        |                    |                       | Genitori |  |  | Nonni |  |  | Bisnonni |  |  | Trisnonni |  |
|                        |                    |                       |          |  |  |       |  |  | …        |  |  | …         |  |
|                        |                    |                       |          |  |  |       |  |  | …        |  |  | …         |  |
|                        |                    | …                     |          |  |  |       |  |  | …        |  |  |           |  |
| Sigurd Syr             |                    |                       |          |  |  |       |  |  | …        |  |  |           |  |
|                        |                    | …                     | …        |  |  |       |  |  |          |  |  |           |  |
|                        |                    | …                     | …        |  |  |       |  |  |          |  |  |           |  |
|                        |                    | …                     | …        |  |  |       |  |  |          |  |  |           |  |
| Harald III di Norvegia |                    | …                     |          |  |  |       |  |  |          |  |  |           |  |
|                        |                    | Erling Skjalgsson     | …        |  |  |       |  |  |          |  |  |           |  |
|                        |                    | Erling Skjalgsson     | …        |  |  |       |  |  |          |  |  |           |  |
|                        |                    | Erling Skjalgsson     | …        |  |  |       |  |  |          |  |  |           |  |
| Åsta Gudbrandsdatter   |                    | Erling Skjalgsson     |          |  |  |       |  |  |          |  |  |           |  |
|                        |                    | Astrid Eiriksdatter   | …        |  |  |       |  |  |          |  |  |           |  |
|                        |                    | Astrid Eiriksdatter   | …        |  |  |       |  |  |          |  |  |           |  |
|                        |                    | Astrid Eiriksdatter   | …        |  |  |       |  |  |          |  |  |           |  |
| Magnus II Norvegia     |                    | Astrid Eiriksdatter   |          |  |  |       |  |  |          |  |  |           |  |
|                        | Vladimir I di Kiev | Svjatoslav I di Kiev  |          |  |  |       |  |  |          |  |  |           |  |
|                        | Vladimir I di Kiev | Svjatoslav I di Kiev  |          |  |  |       |  |  |          |  |  |           |  |
|                        | Vladimir I di Kiev | Maluša                |          |  |  |       |  |  |          |  |  |           |  |
| Jaroslav I di Kiev     | Vladimir I di Kiev |                       |          |  |  |       |  |  |          |  |  |           |  |
|                        |                    | Rogneda di Polack     | Ragnvald |  |  |       |  |  |          |  |  |           |  |
|                        |                    | Rogneda di Polack     | Ragnvald |  |  |       |  |  |          |  |  |           |  |
|                        |                    | Rogneda di Polack     | …        |  |  |       |  |  |          |  |  |           |  |
| Elisabetta di Kiev     |                    | Rogneda di Polack     |          |  |  |       |  |  |          |  |  |           |  |
|                        |                    | Olof III di Svezia    | …        |  |  |       |  |  |          |  |  |           |  |
|                        |                    | Olof III di Svezia    | …        |  |  |       |  |  |          |  |  |           |  |
|                        |                    | Olof III di Svezia    | …        |  |  |       |  |  |          |  |  |           |  |
| Ingegerd Olofsdotter   |                    | Olof III di Svezia    |          |  |  |       |  |  |          |  |  |           |  |
|                        |                    | Estrid degli Obotriti | …        |  |  |       |  |  |          |  |  |           |  |
|                        |                    | Estrid degli Obotriti | …        |  |  |       |  |  |          |  |  |           |  |
|                        |                    | Estrid degli Obotriti | …        |  |  |       |  |  |          |  |  |           |  |
|                        |                    | Estrid degli Obotriti |          |  |  |       |  |  |          |  |  |           |  |